# Bukovec Zelinski
 Bukovec Zelinski  falu Horvátországban Zágráb megyében. Közigazgatásilag Szentivánzelinához tartozik.

## Fekvése
Zágrábtól 20 km-re északkeletre, községközpontjától  6 km-re délnyugatra a megye északkeleti részén fekszik. 

## Története
Bukovecet 1421-ben még birtokként említik először. Nevét bükkfában gazdag határáról kapta. 1476-ban már bizonyosan lakott település, mert itteni birtokokat említenek. 1557-ben kastély állt itt azon a helyen melyet ma Baračevinának neveznek. A hely nevét a kastély egykori birtokosairól a Baracs családról kapta. 
A falunak 1857-ben 310, 1910-ben 623 lakosa volt. Trianonig Zágráb vármegye Szentivánzelinai járásához tartozott. 2001-ben 425 lakosa volt. 

## Külső hivatkozások
- Szentivánzelina község hivatalos oldala
- Ivan Kalinski: Ojkonimija zelinskoga kraja. Zagreb. 1985.